# Mercury-Big Joe 1

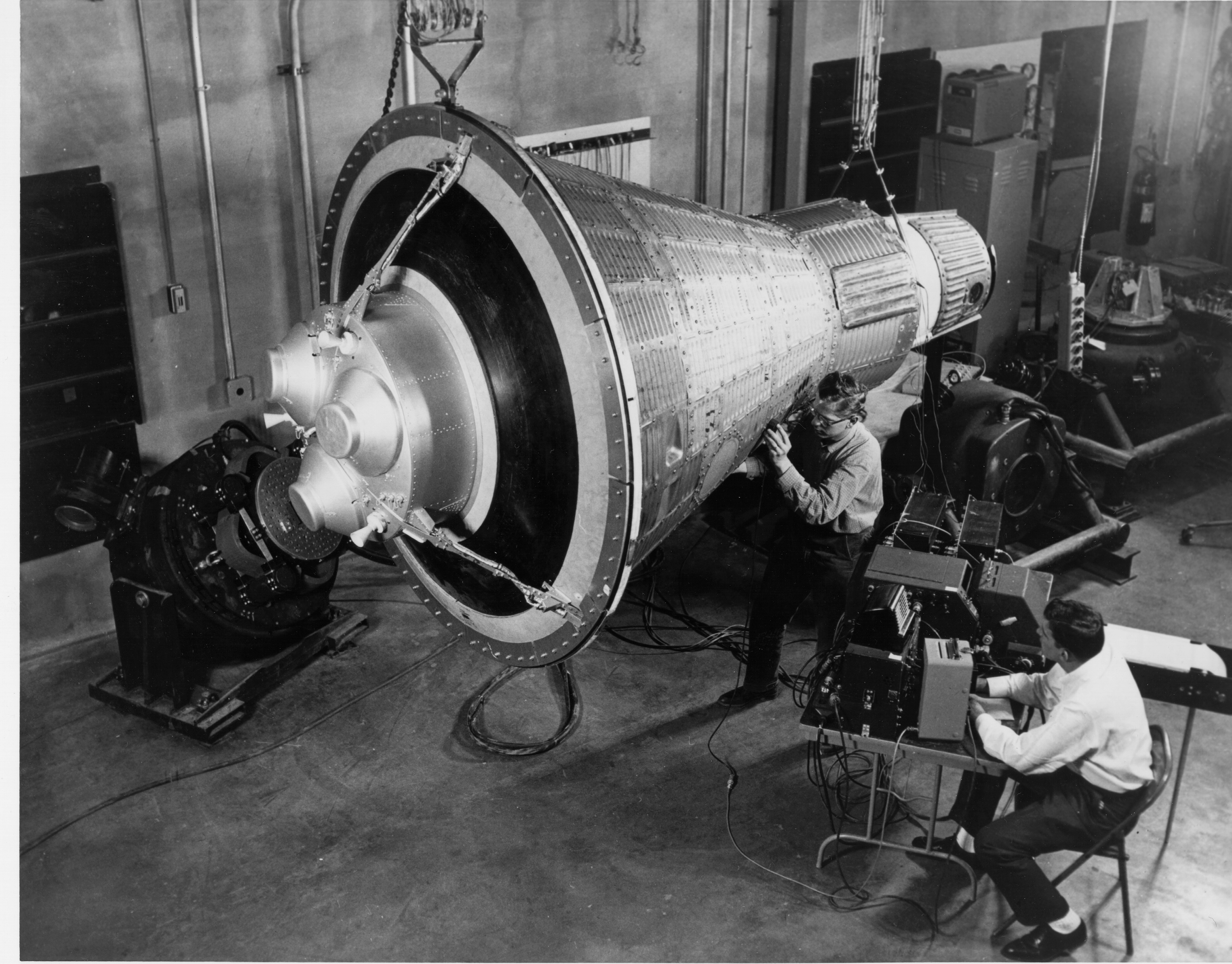
Kapsuła testowa Mercury (tzw. boilerplate) sprawdzana przez inżynierów

Mercury-Big Joe 1 – jedna z misji testowych programu Mercury, wchodząca w skład podprogramu Mercury-Big Joe.

## Cele misji
- Test kapsuły:

Był to test ablacyjnej osłony termicznej. Stożkowata kapsuła znajdująca się na szczycie rakiety Atlas D tym razem nie posiadała zespołu rakietek hamujących. Wewnętrzna konstrukcja zawierała jedynie połowicznie oprzyrządowany zbiornik ciśnieniowy – zamiast ciśnieniowej kabiny załogowej – otoczony układem zewnętrznym. Wbudowany w te dwa segmenty główny korpus repliki statku (której dolną część zaprojektowano w Ośrodku Badawczym im. Lewisa, natomiast górną w Ośrodku Badawczym im. Langleya) został zmontowany z cienkich falistych arkuszy stopu zwanego inkonelem – na kształt tzw. konstrukcji skorupowej. Tak zrobiony model kapsuły Mercury posiadał ponad sto termopar rozmieszczonych wokół poszycia kapsuły, w celu rejestracji temperatur wewnątrz i pod spodem osłony termicznej, po bokach oraz w tylnej części pojazdu.
- Test rakiety nośnej:

Rakieta nośna Atlas 10-D została zaprogramowana kolejno na: wznoszenie, zmianę kierunku lotu na poziomy nad Atlantykiem (zanim rakieta osiągnęłaby swoją 153-kilometrową maksymalną wysokość), następnie opadanie – na krótko przed uwolnieniem fałdowanego stożka szczytowego (pod płaskim kątem, na niemal poziomym kierunku).

## Przebieg misji

### Start
Pierwotnie datę wystrzelenia testu Big Joe 1 zaplanowano na 4 lipca 1959 roku, jednakże data startu została przełożona aż na początek sierpnia przez Siły Powietrzne, ponieważ rakieta nośna nie przechodziła testów kontrolnych tak dokładnie, jak na początku. Następnie start został przesunięty na początek września przez grupę inżynierów (STG – Space Task Group), którzy rozpracowywali problemy związane z oprzyrządowaniem i telemetrią. Ostateczne odliczanie rozpoczęło się 9 września 1959, kiedy to wreszcie rakieta nośna Atlas 10-D (szósty egzemplarz tego modelu przygotowany do lotu) stanęła na platformie startowej wraz z kapsułą Mercury (bez wieżyczki ucieczkowej systemu LES).
Około 7:30 (czasu GMT) zarządzono 19-minutową przerwę w odliczaniu, w celu zbadania dziwnych wskazań komputera (produkcji Burroughs) mającego poprowadzić wystrzelenie rakiety. Niesprawność zlokalizowano w radionamierniku przeliczającym tor lotu i wyliczającym punkt upadku (system Azusa) – dokładnie: w transponderze umieszczonym na rakiecie nośnej. Ponieważ było kilka rezerwowych sposobów przewidywania tego punktu, zignorowano ten problem i wznowiono odliczanie. Start rakiety nastąpił o 8:19 GMT. Lot trwał 13 minut.

### Wodowanie
Około siedem godzin po wystrzeleniu, niszczyciel USS Strong zameldował wyłowienie blaszanej kapsuły w stanie nienaruszonym. Ablacyjna osłona termiczna przetrwała powrotne przejście przez atmosferę i była w dobrym stanie, kiedy wyłowiono ją z Atlantyku.

### Podsumowanie
Test samego statku kosmicznego zakończył się sukcesem, jednakże wystrzelenie całego pojazdu – porażką. Dwa zewnętrzne silniki nie oddzieliły się od środkowego silnika marszowego, pomimo wyczerpania ich paliwa. Dodatkowa masa silników dopalających zmniejszyła prędkość całej rakiety do 915 m/s i kapsuła oddzieliła się od rakiety nośnej 138 sekund za późno. Punkt wodowania znajdował się o 805 km za blisko względem pierwotnych zamierzeń. Misja została uznana za częściowo udaną.

### Pozostałe parametry lotu
| Pokonana odległość              |       | 2292 km  |
| Maksymalna prędkość             | Max V | 6642 m/s |
| Maksymalne ciśnienie dynamiczne | Max Q | 32320 Pa |
| Maksymalne przeciążenie         | Max G | 12       |